# A.D. Voluntas Calcio Spoleto
Associazione Dilettantistica Voluntas Calcio Spoleto (hay đơn giản là Voluntas Spoleto) là một câu lạc bộ bóng đá Ý đến từ Spoleto, Umbria.

## Lịch sử
Câu lạc bộ được thành lập vào năm 2006 sau khi đội bóng lịch sử AS Fortis Spoleto FC phá sản vào năm 1932, vừa được thăng hạng lên Serie C2 trong mùa giải 2005.
Đội được thăng hạng lên Serie D trong mùa giải 2009-10 sau khi một sự thăng thiên bắt đầu ở Promozione Umbria trong mùa giải 2006-07.

## Màu sắc và huy hiệu
Màu sắc của đội là trắng và đỏ.